# Fidélis
Fidélis, właśc. José Maria Fidélis dos Santos (ur. 13 marca 1944 w São José dos Campos, zm. 28 listopada 2012 tamże) – brazylijski piłkarz grający na pozycji środkowego obrońcy.

## Kariera klubowa
Fidélis karierę piłkarską rozpoczął w 1962 roku w klubie Bangu AC. W 1966 roku zdobył mistrzostwo stanu Rio de Janeiro – Campeonato Carioca. W 1969 przeszedł do CR Vasco da Gama, w którym grał do 1974 roku. Z Vasco da Gama zdobył mistrzostwo stanu Rio de Janeiro w 1970 oraz mistrzostwo Brazylii 1974. 12 sierpnia 1971 w przegranym 0-1 meczu z Santa Cruz Recife Fidélis zadebiutował w lidze brazylijskiej.
W 1975 roku występował w Américe Rio de Janeiro a 1976–1977 w ABC Natal. Z ABC zdobył mistrzostwo Rio Grande do Norte – Campeonato Potiguar w 1976 roku. W barwach ABC 14 grudnia 1977 w przegranym 0-3 meczu z Grêmio Maringá Fidélis po raz ostatni wystąpił w lidze. W lidze brazylijskiej rozegrał 96 mecze. Karierę zakończył w São José Porto Alegre w 1981 roku.

## Kariera reprezentacyjna
5 czerwca 1966 w Rio de Janeiro Fidélis zadebiutował w reprezentacji Brazylii, w wygranym 4-1 towarzyskim meczu przeciwko reprezentacji Polski. W tym samym roku Fidélis pojechał z reprezentacją Brazylii do Anglii na Mistrzostwa Świata i zagrał w meczu grupowym przeciwko Portugalii, który był jego ostatnim meczem w reprezentacji.